# La Métamorphose des cloportes
La Métamorphose des cloportes is een Frans-Italiaanse misdaadfilm van Pierre Granier-Deferre die werd uitgebracht in 1965. 
Het scenario is gebaseerd op gelijknamige roman (1962) van Alphonse Boudard.

## Verhaal
Edmond, Arthur et Rouquemoute, drie kleine criminelen, worden getipt voor een inbraak met een grote buit. De drie vrienden beschikken echter niet over het nodige geld voor het inbraakmateriaal. Ze missen vooral een snijbrander om een koffer te openen. Edmond kan  Alphonse Maréchal, zijn jeugdvriend en een succesrijke kunstdief, ervan overtuigen hen financieel te helpen en deel te nemen aan de overval. 
Door de onvoorziene aanwezigheid van een veiligheidsagent mislukt de inbraak echter. Alleen Alphonse wordt opgepakt en veroordeeld tot vijf jaar gevangenisstraf. Zijn medeplichtigen kijken niet meer naar hem om. Wanneer hij vrijkomt is hij belust op wraak. Edmond, Arthur en Rouquemoute zijn ondertussen respectabele burgers geworden.

## Rolverdeling
| Acteur             | Personage                                                     |
| ------------------ | ------------------------------------------------------------- |
| Lino Ventura       | Alphonse Maréchal, 'Le Malin'                                 |
| Charles Aznavour   | Edmond, 'Le Naïf', een oud-medeplichtige van Alphonse         |
| Pierre Brasseur    | Demuldère, 'Tonton le Brocanteur'                             |
| Irina Demick       | Catherine Verdier, de uitbaatster van een kunstgalerij        |
| Françoise Rosay    | Gertrude, een kredietverleenster                              |
| Maurice Biraud     | Arthur, 'Le Mou', een oud-medeplichtige van Alphonse          |
| Georges Géret      | Rouquemoute, 'Le Rouquin', een oud-medeplichtige van Alphonse |
| Annie Fratellini   | Léone, de prostituee en de vrouw van Rouquemoute              |
| Jean Carmet        | de verwijfde kunstcriticus                                    |
| Daniel Ceccaldi    | politie-inspecteur Lescure                                    |
| Georges Chamarat   | Clancul                                                       |
| Marie-Hélène Dasté | mevrouw Clancul                                               |